# Ptiloxena atroviolacea
Ptiloxena atroviolacea е вид птица от семейство Трупиалови. Видът е незастрашен от изчезване.

## Разпространение
Разпространен е в Куба.